# Châtenoy (Loiret)
Châtenoy és un municipi francès, situat al departament del Loiret i a la regió de Centre – Vall del Loira. L'any 2007 tenia 421 habitants.

## Demografia

### Població
El 2007 la població de fet de Châtenoy era de 421 persones. Hi havia 176 famílies, de les quals 48 eren unipersonals (28 homes vivint sols i 20 dones vivint soles), 64 parelles sense fills, 52 parelles amb fills i 12 famílies monoparentals amb fills.
La població ha evolucionat segons el següent gràfic:
Habitants censats

### Habitatges
El 2007 hi havia 243 habitatges, 182 eren l'habitatge principal de la família, 47 eren segones residències i 14 estaven desocupats. Tots els 239 habitatges eren cases. Dels 182 habitatges principals, 154 estaven ocupats pels seus propietaris, 24 estaven llogats i ocupats pels llogaters i 4 estaven cedits a títol gratuït; 18 tenien dues cambres, 43 en tenien tres, 54 en tenien quatre i 67 en tenien cinc o més. 146 habitatges disposaven pel capbaix d'una plaça de pàrquing. A 82 habitatges hi havia un automòbil i a 86 n'hi havia dos o més.

### Piràmide de població
La piràmide de població per edats i sexe el 2009 era:
| Homes | Edats   | Dones |
| ----- | ------- | ----- |
| 0     | 95 o +  | 0     |
| 0     | 90 a 94 | 0     |
| 0     | 85 a 89 | 8     |
| 16    | 80 a 84 | 0     |
| 8     | 75 a 79 | 20    |
| 12    | 70 a 74 | 20    |
| 4     | 65 a 69 | 16    |
| 20    | 60 a 64 | 12    |
| 4     | 55 a 59 | 8     |
| 4     | 50 a 54 | 4     |
| 16    | 45 a 49 | 16    |
| 20    | 40 a 44 | 0     |
| 12    | 35 a 39 | 16    |
| 4     | 30 a 34 | 28    |
| 4     | 25 a 29 | 8     |
| 0     | 20 a 24 | 0     |
| 4     | 15 a 19 | 8     |
| 0     | 10 a 14 | 12    |
| 12    | 5 a 9   | 24    |
| 12    | 0 a 4   | 12    |

## Economia
El 2007 la població en edat de treballar era de 257 persones, 184 eren actives i 73 eren inactives. De les 184 persones actives 169 estaven ocupades (95 homes i 74 dones) i 15 estaven aturades (6 homes i 9 dones). De les 73 persones inactives 33 estaven jubilades, 17 estaven estudiant i 23 estaven classificades com a «altres inactius».

### Ingressos
El 2009 a Châtenoy hi havia 185 unitats fiscals que integraven 436 persones, la mediana anual d'ingressos fiscals per persona era de 18.122 €.

### Activitats econòmiques
Dels 12 establiments que hi havia el 2007, 1 era d'una empresa de fabricació d'altres productes industrials, 4 d'empreses de construcció, 1 d'una empresa de comerç i reparació d'automòbils, 1 d'una empresa de transport, 4 d'empreses d'hostatgeria i restauració i 1 d'una empresa classificada com a «altres activitats de serveis».
Dels 3 establiments de servei als particulars que hi havia el 2009, 1 era una fusteria, 1 lampisteria i 1 restaurant.
L'any 2000 a Châtenoy hi havia 9 explotacions agrícoles que ocupaven un total de 606 hectàrees.

## Poblacions més properes
El següent diagrama mostra les poblacions més properes.